# Karkigaun
Karkigaun (nep. कार्कीगाउँ) – gaun wikas samiti w zachodniej części Nepalu w strefie Bheri w dystrykcie Jajarkot. Według nepalskiego spisu powszechnego z 2001 roku liczył on 927 gospodarstw domowych i 5163 mieszkańców (2577 kobiet i 2586 mężczyzn).